# DVS1
Zak Khutoretsky, également connu sous le nom de DVS1, est un producteur, disc jockey américain de techno.

## Biographie

### Jeunesse
Zak Khutoretsky est né en 1976 à Saint-Pétersbourg, en Russie, qui faisait alors partie de l'Union soviétique. Il déménage très jeune aux États-Unis, où il partageait son temps entre New York et Minneapolis. Khutoretsky étudie pendant plusieurs années le piano et commence tôt à expérimenter sur synthétiseur,.
Il s'initie à l'adolescence à la scène rave du Midwest, puis commence à organiser ses propres soirées à l'âge de 18 ans. Il y supervise par exemple la promotion, l'installation sonore ou encore la logistique. Ces fêtes, souvent organisées de façon non officielle dans des entrepôts de la ville, gagnent rapidement en taille et en popularité.
Après un passage d'un an en prison pour avoir vendu du LSD, Khutoretsky ouvre son propre club à Minneapolis et fait ses premiers pas vers une carrière musicale plus légitime.

### Carrière
La première sortie de DVS1 date de 2009, sur le label Klockworks de Ben Klock. Il compte 8 sorties vinyles officielles et plus d'une vingtaine de crédits de remix sous son nom. Dans une interview avec DJ Times, il déclare toutefois qu'il se considère d'abord comme un DJ et ensuite comme un producteur.
DVS1 lance son propre label, HUSH, en 2011. En 2013, il annonce le lancement d'un nouveau sous-label, Mistress Recordings, mettant en avant « la house, la techno et tout le reste »,.
En tournée régulière dans le monde, DVS1 se produit relativement au Berghain à Berlin, où il joue six à huit fois par an et a une résidence,. Entre ses tournées, son travail en studio et la préparation des DJ sets, il continue d'organiser des soirées dans sa ville natale de Minneapolis, qui ne sont pas annoncées publiquement.

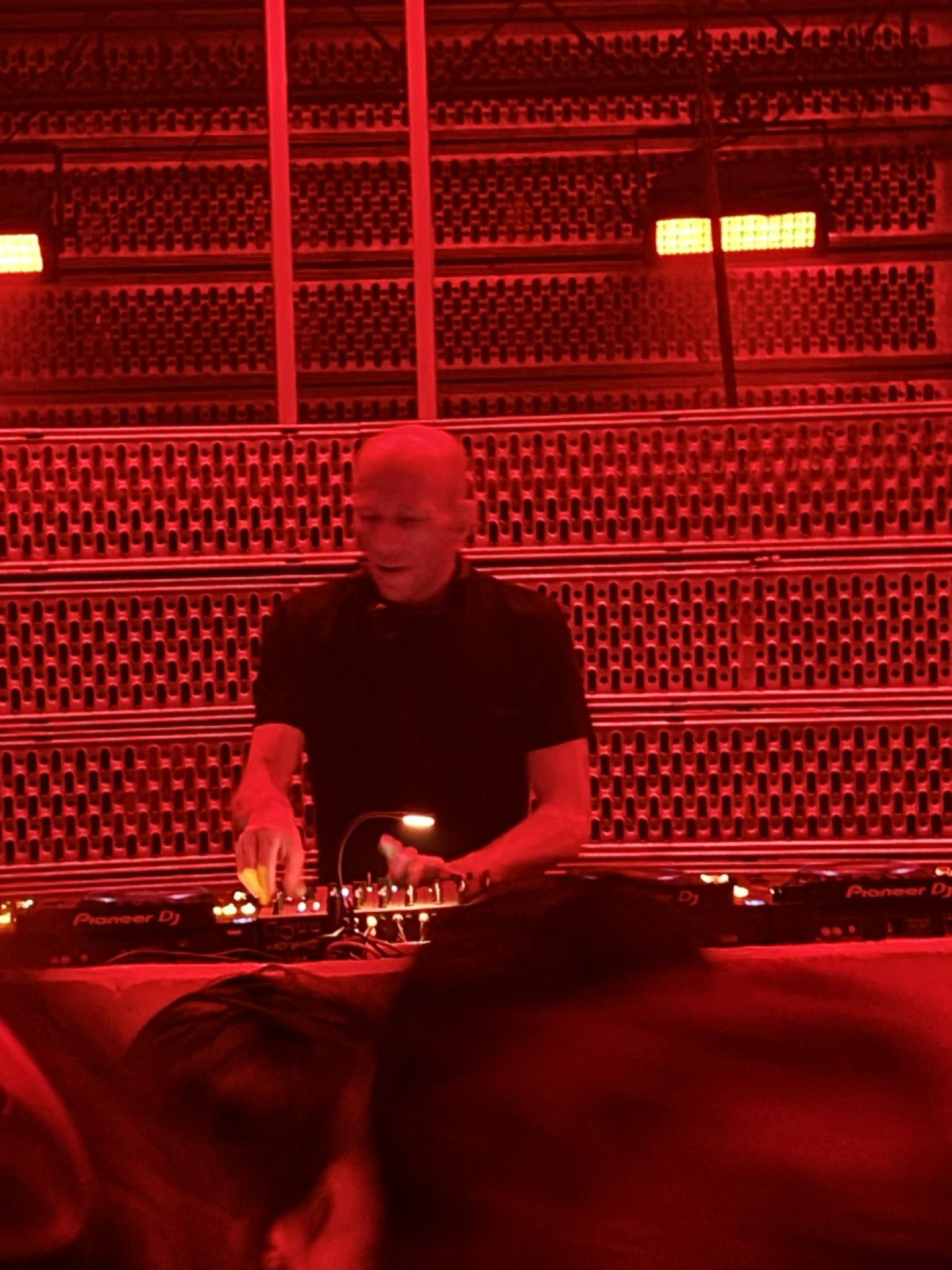
DVS1 au club FVTVR, à Paris, en France, en mars 2024.

En 2022, il lance Aslice, une plateforme offrant aux DJ la possibilité de partager volontairement leurs playlists et de reverser une partie de leurs cachets de représentation aux artistes dont la musique a été interprétée dans leurs sets. Des DJ dont Richie Hawtin contribuent ainsi activement à reverser une partie de leurs cachets,.
Grand collectionneur de vinyles, Zak Khutoretsky en possède plus de 20 000 dans sa collection.

## Discographie
- 2009 : Klockworks 05 (Klockworks)
- 2010 : Flight To Nowhere (Enemy Records)
- 2010 : Love Under Pressure EP (Transmat)
- 2011 : Evolve / Submerge (HUSH)
- 2011 : Klockworks 08 (Klockworks)
- 2014 : Lost Myself (HUSH)
- 2014 : Klockworks 13 (Klockworks)
- 2014 : Distress (HUSH)
- 2017 : Fabric 96 (fabric London 191)
- 2017 : HUSH 20 (HUSH)
- 2020 : Beta Sensory Motor Rhythm